# Wajz
Лука Мудринић (2002, Београд), познатији као Wajz, српски је репер.
Одраста у Земуну. Године 2022. учествује у такмичењу IDJ Show, а ментор му је Теодора Џехверовић. Године 2024. избацио је албум извини ти си крива. Псеудоним бира по свом презимену Мудринић (Мудри, на енглеском Wise). Био је у вези са Махрином.

## Дискографија

### Албуми
- Прича у празно (2021)
- извини ти си крива (2024)

### Синглови
- До краја (2022)

### Обраде
- Вуду са Махрином (2022)
- До зоре (2022)
- Fun (2022)
- Drop it (2022)
- 20:01 x Изнад x Прави дил (2022)
- Пиштољ (2023)